# 處女之路
《處女之路》，日本富士電視台於1997年1月6日至3月17日播放的月九劇。全11話。和久井映見、武田鐵矢、反町隆史等主演。

## 概要
故事改編自1942年的意大利電影《雲中四部曲》（義大利語：Quattro passi fra le nuvole）。平均收視率21.1%，最高收視率28.3%。安室奈美惠演唱的主題曲《CAN YOU CELEBRATE?》是大熱歌曲，也成為日本經典的婚禮進行曲。

## 劇情
由父親一手撫養成人的櫻井和美（和久井映見 飾）在他人眼中一直是個循規蹈矩的乖乖女，短大畢業後進入一間公司，成為一名普通的OL。但和美內心渴求著變化與獨立，一天她不顧父親櫻井光（武田鐵矢 飾）的強烈反對，執意前往美國留學，學習珠寶設計。但是在美國期間，和美與一名叫東城亘（岩城滉一 飾）的男子相戀並且懷孕，和美帶著緊張又興奮的心情想把這消息告訴東城，東城卻先提出要和她分手的決定，還告訴她自己已經有家室。
萬念俱灰的和美接到父親病危的消息，馬上返回日本。飛機途中，遇到自由記者吉見薰（反町隆史 飾）。和美懇求薰臨時扮演她的未婚夫以應付家人，薰答應做她一天的未婚夫。回到家裡，發現原來父親健康。光得知和美已經訂婚和懷孕之後，既興奮但又非常憤怒，不同意女兒嫁給薰。
從謊言開始的和美與薰在相處的過程中，漸漸產生情愫，都發現了自己已難以離開對方。光開始認同兩人的感情，和女兒的決定，打算成就兩人的「婚事」。但此事，東城突然又出現在和美面前，告訴和美決定要和妻子辦理離婚，請求和美和他在一起。和美無意間遇見東城的兒子後，希望對方在一個完整的家庭長大，拒絕了東城，決意要在東城不知情的狀況下自己一人撫養孩子。
與東城徹底分手之後，薰追上了在路邊痛哭的和美，兩人情不自禁地相吻。光目睹了這一幕，想起了自己當初和妻子的愛情故事，與眼前的兩人何其相似，決定撮合兩人，一定要親手和女兒走上紅毯（日文即為「處女之路」），將女兒交給能帶給她幸福的人……

## 登場人物
- 櫻井 和美（26） - 和久井映見[1]（粵語配音：沈小蘭）

本作的主人公。櫻井光的女兒。母親早逝，由父親撫養長大。短大畢業後成為普通的公司OL。一年前突然不顧家人反對前往美國留學學習寶石設計。在美期間和一名有婦之夫發生關係懷孕。接到父親病危的消息後返國，為了掩飾真相，臨時找來吉見薰扮演她的未婚夫。
- 吉見 薰（24） - 反町隆史（粵語配音：黎偉明）

自由職業記者。幼年時就被母親拋棄，自小在孤兒院長大。豪放不羈，居無定所，環遊世界尋找寫作的題材。在回日本的航班上偶遇櫻井和美，答應短暫扮演她的未婚夫。起初只是想藉此報導未婚先孕女子的故事。後來逐漸感受到櫻井家的溫暖，又對和美產生了愛意。
- 恩田 季里（19） - 寶生舞（粵語配音：鄭麗麗）

和薰一起在孤兒院長大的青梅竹馬。喜歡薰，但薰只把她當作妹妹。為了追逐薰，從家鄉大阪來到東京。
- 有川 俊（35） - 寺脇康文（粵語配音：林保全）

薰的朋友，有川出版的編輯長，以及內定下任社長。暱稱「Junior」。對和美一見鍾情。
- 東城 亘（47） - 岩城滉一

和美腹中孩子的父親。在美國期間隱瞞自己已婚的身份與和美交往，並在和美告訴他懷孕之前決定分手。幾個月之後回到日本，與妻子正辦理離婚手續，打算與和美結婚。
- 櫻井 卓（19） - 北原雅樹（粵語配音：陳卓智）

櫻井光的兒子，和美的弟弟。喜歡季里。
- 櫻井 美幸（享年31） - 小野澤知子

櫻井光的妻子，和美與卓的母親。和美幼年時就去世。
- 森 美知（44） - 余貴美子

醫生。美幸的妹妹，和美的姨母。美幸去世後多年來在櫻井家扮演著母親的角色，很愛護和美，對姐夫光一直懷有好感。
- 異裝的阿臣（42） - 古尾谷雅人

原名津村忠臣。和櫻井家關係密切。酒屋的主人。
- 廣瀨 學 - 世良公則

戰地攝影師。在其啟發下薰決定前往薩爾瓦多。
- 野野村 - 矢島健一

和美習慣就診的婦產科醫師。
- 櫻井 光（50） - 武田鐵矢

和美與卓的父親。其實並非和美的生父，而是在美幸的未婚夫意外身亡之後決意迎娶美幸，並且將和美當作親生女兒看待。性格固執，但是在妻子去世之後獨立撫養子女成人的他其實非常疼愛子女，以子女為傲。發現和美與薰是假裝情侶之後，又覺察到他們二人已經產生情愫，決定撮合二人。在自己屋子前經營著祖父傳下來的「櫻井照相館」，工作勤奮。

## 製作
- 腳本：龍居由佳里
- 導演：光野道夫、木村達昭
- 製作人：栗原美和子
- 副導演：安見悟朗、西浦匡規、久保田哲史、大森美香
- 副製作人：羽島健一、小泉力也、加藤惠美子
- 製作主任：谷正光、北田宏和
- 編成：和田行
- 廣報：石田卓子
- 選曲：辻田昇司
- 製作著作：富士電視台

## 主題曲
- 安室奈美惠「CAN YOU CELEBRATE?」
  - 大熱歌曲，安室奈美惠的代表作和最高銷量單曲。1997年度日本唱片大賞獲獎歌曲。日本1997年度銷量最高單曲。
  - 歌曲的演唱者安室奈美惠和作曲人小室哲哉都在每集片頭客串出演，是自1987年《夜夜懊悔的男人》之後再一次有主題曲演唱者出演月九劇。

## 各話資料
| 各話                                                          | 播放日期      | 標題 | 收視率 |
| ------------------------------------------------------------- | ------------- | ---- | ------ |
| story1                                                        | 1997年1月6日  |      | 21.3%  |
| story2                                                        | 1997年1月13日 |      | 20.1%  |
| story3                                                        | 1997年1月20日 |      | 19.3%  |
| story4                                                        | 1997年1月27日 |      | 18.7%  |
| story5                                                        | 1997年2月3日  |      | 18.3%  |
| story6                                                        | 1997年2月10日 |      | 20.7%  |
| story7                                                        | 1997年2月17日 |      | 20.1%  |
| story8                                                        | 1997年2月24日 |      | 21.0%  |
| story9                                                        | 1997年3月3日  |      | 21.5%  |
| story10                                                       | 1997年3月10日 |      | 22.8%  |
| Final story                                                   | 1997年3月17日 |      | 28.3%  |
| 平均收視率21.1%（收視率來自關東地區，Video Research調查數據） |               |      |        |

## 節目的變遷
| 日本富士電視台 月九 星期一21:00至21:54 | 日本富士電視台 月九 星期一21:00至21:54 | 日本富士電視台 月九 星期一21:00至21:54 |
| -------------------------------------- | -------------------------------------- | -------------------------------------- |
|                                        | 處女之路 （1997.1.6 - 1997.3.17）      |                                        |
| 美味關係 （1996.10.14 - 1996.12.16）   | 一個屋簷下2 （1997.4.14 - 1997.6.30）  |                                        |